# توماس هوب (مصرفي)
توماس هوب هو مصرفي هولندي، ولد في 1704، وتوفي في 1779.